# Spoorlijn Challerange - Apremont
De Spoorlijn Challerange - Apremont was een Franse spoorlijn van Challerange naar Apremont. De lijn was 25,0 km lang en heeft als lijnnummer 208 000.

## Geschiedenis
Ste lijn werd aangelegd door de M. Paul Desroches et compagnie en geopend op 25 november 1878. Tussen 1918 en 1937 was er aansluiting op de spoorlijn Saint-Hilaire-au-Temple - Hagondange via de militaire spoorlijn Aubréville - Apremont. 
Personenvervoer op de lijn is opgeheven op 21 mei 1929. Tot 1969 heeft er nog goederenvervoer plaatsgevonden tussen Grandpré en Apremont, tot 1991 tot Grandpré. Tot Grandpré is de lijn nog aanwezig en buiten gebruik, het resterende gedeelte is opgebroken.

## Aansluitingen
In de volgende plaatsen was er een aansluiting op de volgende spoorlijnen:
Challerange
RFN 207 000, spoorlijn tussen Bazancourt en Challerange
RFN 210 000, spoorlijn tussen Amagne-Lucquy en Revigny
RFN 211 300, raccordement van Challerange 2
Marcq-Saint-Juvin
RFN 213 000, spoorlijn tussen Marcq-Saint-Juvin en Baroncourt
Apremont-sur-Aire
lijn tussen Aubréville en Apremont